# If (hudební skupina)
If byla anglická jazz rocková skupina, založená v roce 1969. Ze všech členů skupiny je nejznámější Geoff Whitehorn, člen Procol Harum.

## Diskografie

### Studiová alba
- 1970: If U.S. #187[1]
- 1970: If 2 U.S. #203[1]
- 1971: If 3 U.S. #171
- 1972: If 4
- 1972: Waterfall
- 1973: Double Diamond – v Německu jako This is If.
- 1974: Not Just Another Bunch of Pretty Faces
- 1975: Tea Break Over, Back on Your 'Eads